# Задневка
Задневка — река в России, протекает по территории Тихвинского, Волховского и Киришского районов Ленинградской области.
Исток — болото Зеленецкие Мхи севернее стыка всех 3 районов, на территории Тихвинского. Течёт на запад по Волховскому району, мимо деревни Заднево, принимает правый приток — Черноруцкий.
Далее пересекает границу Киришского района и поворачивает на юг. Устье реки находится в 20 км по правому берегу реки Чёрная, у деревни Витка. Длина реки составляет 37 км, площадь водосборного бассейна 231 км².

## Данные водного реестра
По данным государственного водного реестра России относится к Балтийскому бассейновому округу, водохозяйственный участок реки — Волхов, речной подбассейн реки — Волхов. Относится к речному бассейну реки Нева (включая бассейны рек Онежского и Ладожского озера).
Код объекта в государственном водном реестре — 01040200612102000019445.